# Gerichtsbezirk Außig
Der Gerichtsbezirk Außig (tschechisch: soudní okres Ústí nad Labem) war ein dem Bezirksgericht Außig unterstehender Gerichtsbezirk im Kronland Böhmen. Er umfasste Gebiete im Norden Böhmens bzw. im Süden des Okres Ústí nad Labem (Ústecký kraj). Zentrum und Gerichtssitz des Gerichtsbezirks war die Stadt Außig (Ústí nad Labem).
Das Gebiet gehörte seit 1918 zur neu gegründeten Tschechoslowakei und ist seit 1991 Teil der Tschechischen Republik.

## Geschichte
Die ursprüngliche Patrimonialgerichtsbarkeit wurde im Kaisertum Österreich nach den Revolutionsjahren 1848/49 aufgehoben. An ihre Stelle traten die Bezirks-, Landes- und Oberlandesgerichte, die nach den Grundzügen des Justizministers geplant und deren Schaffung am 6. Juli 1849 von Kaiser Franz Joseph I. genehmigt wurde.
Der Gerichtsbezirk Außig gehörte zunächst zum Kreis Leitmeritz und umfasste 1854 die 57 Katastralgemeinden Arnsdorf, Außig, Birnai, Böhmisch Pokau, Budowe, Deutschkahn, Doppitz, Dubitz, Gratschen, Großkaudern, Großpriesen, Habrowan, Hottowies, Kleinkaudern, Kleinpriesen, Kleische, Kojeditz, Kosten, Leißen, Leschtine, Leukersdorf, Lieben, Luschwitz, Malschen, Meischlowitz, Mörkau, Mosern, München, Nestersitz, Nestomitz, Neudörfl, Obersedlitz, Padloschin, Pömmerle, Postitz, Presei, Prießnitz, Prödlitz, Qualen, Salesel, Saubernitz, Schöbritz, Schreckenstein, Schwaden, Seesitz, Slabisch, Spaunsdorf, Staditz, Stöben, Suchey, Tschochau, Tichochau, Türmitz, Waltirsche, Wannow, Wittal, Wittine und Ziebernik.
Der Gerichtsbezirk Aussig bildete im Zuge der Trennung der politischen von der judikativen Verwaltung ab 1868 gemeinsam mit dem Gerichtsbezirk Karbitz den Bezirk Aussig.
Im Gerichtsbezirk Außig lebten 1869 29.264 Menschen 1900 waren es 34.264 Personen.
Der Gerichtsbezirk Aussig wies 1910 eine Bevölkerung von 84.575 Personen auf, von denen 77.719 Deutsch (91,9 %) und 4.409 Tschechisch (5,2 %) als Umgangssprache angaben. Im Gerichtsbezirk lebten zudem 2.447 Anderssprachige oder Staatsfremde.
Durch die Grenzbestimmungen des am 10. September 1919 abgeschlossenen Vertrages von Saint-Germain kam der Gerichtsbezirk Außig vollständig zur neugegründeten Tschechoslowakei, wobei die Gerichtseinteilung bis 1938 im Wesentlichen bestehen blieb. Nach dem Münchner Abkommen wurde das Gebiet Teil des Landkreises Außig bzw. des Sudetenlandes.
Nach dem Zweiten Weltkrieg gehörte das Gebiet zum Okres Ústí nad Labem, dessen Behörden jedoch im Zuge einer Verwaltungsreform 2003 ihre Verwaltungskompetenzen verloren. Diese werden seitdem von den Gemeinden bzw. dem Ústecký kraj, zu dem das Gebiet um Außig seit Beginn des 21. Jahrhunderts gehört, wahrgenommen.

## Gerichtssprengel
Der Gerichtssprengel umfasste 1910 die 59 Gemeinden Arnsdorf (Arnultovice), Außig (Ústí nad Labem), Birnai (Brná), Böhmisch Pokau (Český Bukov), Budowe (Budov), Deutschkahn (Kamonín), Deutsch Neudörfl (Německá Nová Ves), Doppitz (Dobětice), Dubitz (Dubice), Gartitz (Skorotice), Gratschen (Kračín), Großkaudern (Chuderov), Großpriesen (Velké Březno), Großtschochau (Řehlovice), Habrowan (Habrovany), Hottowies (Hostovice), Kleinkaudern (Cguderovec), Kleinpriesen (Malé Březno), Kleintschochau (Šachov), Kojeditz (Kojetice), Kosten (Koštov), Leißen (Lysá), Leschtine (Leština), Leukersdorf (Čermná), Lieben (Libov), Luschwitz (Lužec), Malschen (Malečov), Mörkau (Mírkov), Mosern (Mojžíř), München (Mnichov), Nemschen (Némčí), Nestersitz (Neštědice), Nestomitz (Neštěmice), Neudörfl (Nová Ves), Obersedlitz (Novosedlice), Padloschin (Podlešín), Pömmerle (Povrly), Pokau (Bukov), Postitz (Božtěšice), Presei (Březí), Prödlitz (Předlice), Qualen (Chvalov), Reindlitz (Ryjice), Salesel (Zálezly), Saubernitz (Žubrnice), Schöbritz (Všebořice), Schreckenstein (Střekov), Schwaden (Svadov), Seesitz (Zezice), Slabisch (Slavošov), Spansdorf (Lipová), Staditz (Stadice), Stöben (Stebno), Suchey (Suchá), Türmitz (Trmice), Waltirsche (Valtíře), Wannow (Vanov), Wittine (Vitín) und Ziebernik (Stříbrníky).